# Ozarba cupreofascia
Ozarba cupreofascia är en fjärilsart som beskrevs av Le Cerf 1922. Ozarba cupreofascia ingår i släktet Ozarba och familjen nattflyn. Inga underarter finns listade i Catalogue of Life.